# Real Torino HC
Der Real Torino Hockey Club ist ein italienischer Eishockeyverein aus Turin, der im Jahr 2001 gegründet wurde und seit 2013 an der Serie C-Meisterschaft teilnimmt. Das Heimstadion, mit dem Namen Palaghiaccio Tazzoli, hat eine Zuschauerkapazität von etwa 3.000 Plätzen.
Der Verein nahm in der Saison 2009/10 an der Coppa Italia teil, unterlag jedoch im Achtelfinale gegen den Erstligisten HC Bozen. Der Verein konnte seit seiner Gründung bisher noch keine nennenswerte Erfolge ausweisen.
Der Real Torino Hockey Club war ab Juli 2010 das Farmteam des HC Valpellice.

## Bekannte Spieler
- Daniel Peruzzo
- Tommaso Traversa
- Pavol Milec
- Sasha Meneghetti